# Folleto

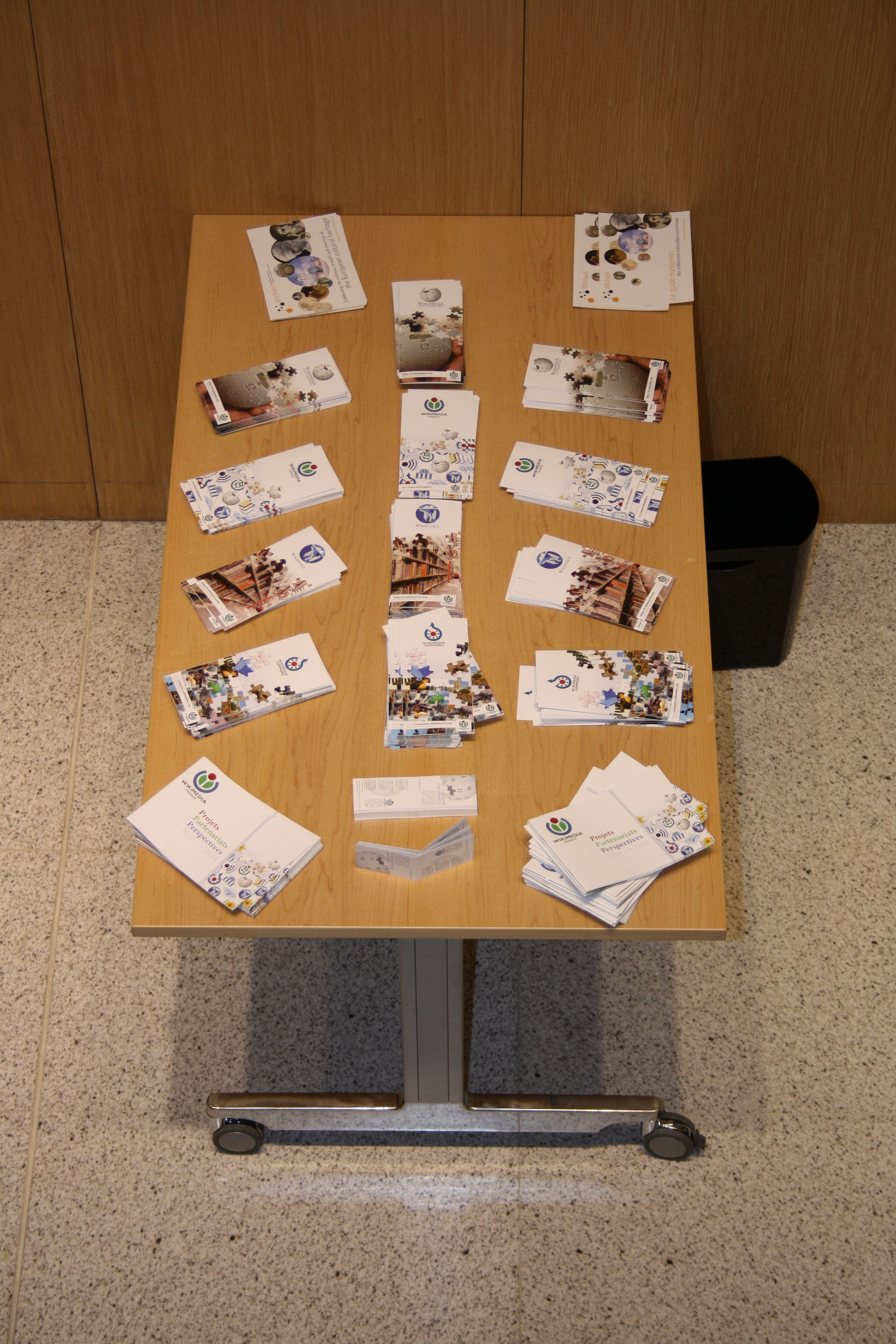
Folletos de la Wikimedia francesa durante un wikiencuentro.

Un folleto es una obra de papel impreso que tiene veinticuatro hojas como máximo,aunque normalmente se entiende que tiene solo una, y suele servir como medio divulgativo o publicitario.
En marketing, el folleto también es una forma sencilla de dar publicidad a una compañía, producto o servicio. Su forma de distribución es normalmente variada: situándolo en el propio punto de venta, mediante envío por correo o buzoneo o incluyéndolo dentro de otra publicación de venta o entre otras cosas.
Las cadenas de distribución utilizan regularmente folletos para dar a conocer a los clientes de la zona de ofertas periódicas.
Para la confección efectiva de un folleto publicitario, se recomienda:
- Redactar títulos y subtítulos claros y atractivos.
- Exponer argumentaciones completas. Explicar los beneficios del producto o servicio y hacer un resumen de los mismos.[4]
- Incluir fotografías en las que aparezcan los productos, así como demostraciones de su funcionamiento, junto con pies de foto explicativos.
- Acompañar el texto y las fotografías con diagramas o dibujos.
- Ordenar los diferentes productos y argumentaciones en una secuencia lógica.

Hay diversos tipos de folletos, como son los volantes (flyers) u octavillas (cuando van sin plegar), y los dípticos y trípticos (que son folletos plegados). Un folleto o volante tríptico suele tener el tamaño de una hoja carta o DIN A4 cuando está abierto, que luego se pliega de tal forma que forma seis paneles (tres por cara) y un tamaño de un tercio del original.